# Annalen van Ulster

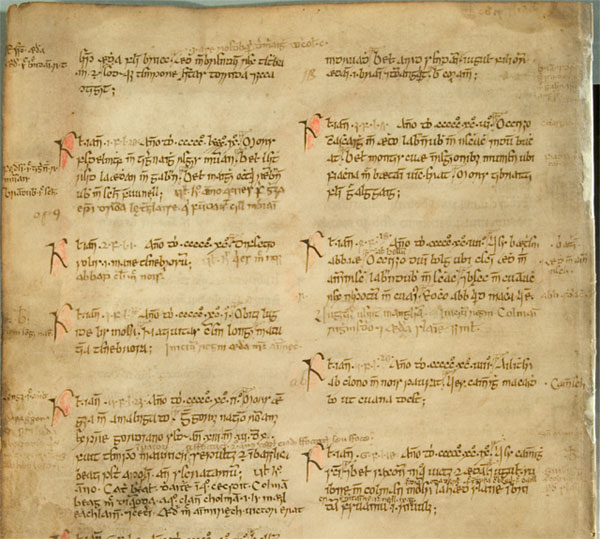
Annalen

De Annalen van Ulster (Iers: Annála Uladh) zijn annalen over het middeleeuwse Ierland. De verslagen omspannen de jaren tussen 431 en 1540. De verslagen tot 1489 werden samengesteld in de late 15e eeuw door de schrijver Ruaidhrí Ó Luinín, onder zijn patroon Cathal Óg Mac Maghnusa op het eiland Belle Isle in Upper Lough Erne in de provincie Ulster. Latere verslagen (tot 1540) zijn door anderen toegevoegd.
Vroegere annalen uit de 6e eeuw werden gebruikt als bron voor de vroegere verslagen, en latere verslagen werden gebaseerd op herinneringen en mondelinge geschiedenis.
De annalen zijn geschreven in de Ierse taal, met sommige verslagen in het Latijn. Omdat de annalen woord voor woord zijn gekopieerd van zijn bronnen, zijn de annalen niet alleen bruikbaar voor historici, maar ook voor taalkundigen die de ontwikkelingen van de Ierse taal bestuderen.
De bibliotheek van het Trinity College in Dublin, bezit het originele manuscript. De Bodleian Library in Oxford heeft een eigentijdse kopie, waarin een aantal gaten uit het origineel zijn opgevuld.